# Junya Ito
Junya Ito (n. 9 martie 1993, Yokosuka, Japonia) este un fotbalist japonez.
Ito a debutat la echipa națională a Japoniei în anul 2017.

## Statistici
| Japonia | Japonia | Japonia |
| An      | Meciuri | Goluri  |
| ------- | ------- | ------- |
| 2017    | 3       | 0       |
| 2018    | 4       | 2       |
| 2019    | 10      | 0       |
| 2020    | 3       | 0       |
| Total   | 20      | 2       |